# Afghan Premier League 2012
Die Roshan Afghan Premier League 2012 war die 1. Spielzeit der höchsten afghanischen Fußball-Spielklasse der Herren. Meister in dieser Saison wurde Tofan Harirod mit einem 2:1-Sieg im Finale gegen Simorgh Alborz.
Die Saison begann am 18. September 2012 mit dem Spiel De Maiwand Atalan gegen Shaheen Asmayee (3:1) und endete mit dem Finale am 19. Oktober 2012. Drittplatzierter wurde De Maiwand Atalan. Insgesamt nahmen acht Vereine an der Saison 2012 teil.
Der höchste Sieg der Saison 2012 war das sensationelle 10:0 von Tofan Harirod gegen De Spinghar Bazan im Halbfinale (12. Oktober 2012), welches auch gleichzeitig die torreichste Begegnung der Saison war.

## Geschichte
Die Afghan Premier League ist Nachfolgerin der Afghanistan Premier League. Um die Spieler für die Vereine in der Saison 2012 zu finden, trug die Afghanistan Football Federation eine Castingshow aus.

## Gruppenphase
Es gibt zwei Gruppen mit je vier Teilnehmern. Innerhalb jeder Gruppe spielt jede Mannschaft gegen jede andere Mannschaft. Die jeweils ersten beiden Mannschaften qualifizierten sich für das Halbfinale. Die Platzierung der Mannschaften in den Vorrundengruppen ergibt sich dabei in folgender Reihenfolge:
1. Anzahl Punkte (Sieg: 3 Punkte; Unentschieden: 1 Punkt; Niederlage: 0 Punkte),
2. bei Punktgleichheit Tordifferenz aus allen drei Spielen;
3. bei gleicher Tordifferenz die Anzahl der erzielten Tore aus allen drei Spielen;
4. bei gleicher Anzahl der erzielten Tore aus allen drei Spielen die Anzahl der Punkte im direkten Vergleich der punktgleichen Mannschaften;
5. bei gleicher Anzahl der Punkte im direkten Vergleich die Tordifferenz im direkten Vergleich;
6. bei gleicher Tordifferenz im direkten Vergleich die Anzahl der erzielten Tore im direkten Vergleich;
7. das Los.

### Gruppe A
| Pl. | Verein            | Sp. | S | U | N | Tore    | Diff. | Punkte |
| --- | ----------------- | --- | - | - | - | ------- | ----- | ------ |
| 1.  | De Maiwand Atalan | 3   | 2 | 1 | 0 | 007:200 | +5    | 07     |
| 2.  | De Spinghar Bazan | 3   | 2 | 1 | 0 | 003:100 | +2    | 07     |
| 3.  | Shaheen Asmayee   | 3   | 1 | 0 | 2 | 004:400 | ±0    | 03     |
| 4.  | De Abasin Sape    | 3   | 0 | 0 | 3 | 000:700 | −7    | 0      |

|                                              |   |                   |           |
| Di, 18. September 2012 um 15:30 Uhr in Kabul |   |                   |           |
| De Maiwand Atalan                            | – | Shaheen Asmayee   | 3:1 (2:0) |
| Do, 20. September 2012 um 15:30 Uhr in Kabul |   |                   |           |
| De Abasin Sape                               | – | De Spinghar Bazan | 0:1 (0:1) |
| Di, 25. September 2012 um 15:30 Uhr in Kabul |   |                   |           |
| Shaheen Asmayee                              | – | De Spinghar Bazan | 0:1 (0:0) |
| Do, 27. September 2012 um 15:30 Uhr in Kabul |   |                   |           |
| De Maiwand Atalan                            | – | De Abasin Sape    | 3:0 (1:0) |
| Di, 2. Oktober 2012 um 15:30 Uhr in Kabul    |   |                   |           |
| De Maiwand Atalan                            | – | De Spinghar Bazan | 1:1 (1:1) |
| Do, 4. Oktober 2012 um 15:30 Uhr in Kabul    |   |                   |           |
| Shaheen Asmayee                              | – | De Abasin Sape    | 3:0 (1:0) |

Als Gruppenerster ins Halbfinale konnte De Maiwand Atalan einziehen. Nach zwei souveränen Siegen gegen Shaheen Asmayee (3:1) und De Abasin Sape (3:0) holte man ein Unentschieden im Spitzenspiel der Gruppe A gegen De Spinghar Bazan (1:1). Dank der besseren Tordifferenz setzten sie sich in dieser Gruppe durch.
Gruppenzweiter wurde De Spinghar Bazan. Nach zwei 1:0-Siegen gegen De Abasin Sape und Shaheen Asmayee konnte man nach einem Unentschieden gegen den Ersten De Maiwand Atalan (1:1) ins Halbfinale einziehen.
Das Team aus der Region um Kabul, Shaheen Asmayee, die als Favorit in die Spielzeit startete, verlor die ersten beiden Spiele gegen De Maiwand Atalan und De Spinghar Bazan mit 1:3 und 0:1, wobei Mujtaba Faiz beim 0:1 gegen De Spinghar Bazan ein Eigentor unterlief. Beim letzten Spiel gegen De Abasin Sape konnte man mit 3:0 gewinnen, doch da sie schon vor dem Spiel aus dem Turnier ausgeschieden waren, hat der Sieg nichts mehr an der Tabellenkonstellation verändert.
Als Gruppenletzter schied De Abasin Sape aus dem Turnier aus. Während der drei Spiele konnte das Team kein Tor schießen und gewann keines und musste mit einer Tordifferenz von −7 den Heimweg antreten.

### Gruppe B
| Pl. | Verein           | Sp. | S | U | N | Tore    | Diff. | Punkte |
| --- | ---------------- | --- | - | - | - | ------- | ----- | ------ |
| 1.  | Tofan Harirod    | 3   | 3 | 0 | 0 | 012:100 | +11   | 09     |
| 2.  | Simorgh Alborz   | 3   | 2 | 0 | 1 | 007:700 | ±0    | 06     |
| 3.  | Oqaban Hindukush | 3   | 0 | 1 | 2 | 003:800 | −5    | 01     |
| 4.  | Mawjhai Amu      | 3   | 0 | 1 | 2 | 004:100 | −6    | 01     |

|                                              |   |                  |           |
| Mi, 19. September 2012 um 15:30 Uhr in Kabul |   |                  |           |
| Mawjhai Amu                                  | – | Oqaban Hindukush | 2:2 (0:0) |
| Fr, 21. September 2012 um 15:30 Uhr in Kabul |   |                  |           |
| Simorgh Alborz                               | – | Tofan Harirod    | 1:4 (0:1) |
| Mi, 26. September 2012 um 15:30 Uhr in Kabul |   |                  |           |
| Tofan Harirod                                | – | Oqaban Hindukush | 4:0 (2:0) |
| Fr, 28. September 2012 um 15:30 Uhr in Kabul |   |                  |           |
| Simorgh Alborz                               | – | Mawjhai Amu      | 4:2 (2:1) |
| Mi, 3. Oktober 2012 um 15:30 Uhr in Kabul    |   |                  |           |
| Simorgh Alborz                               | – | Oqaban Hindukush | 2:1 (0:0) |
| Fr, 5. Oktober 2012 um 15:30 Uhr in Kabul    |   |                  |           |
| Tofan Harirod                                | – | Mawjhai Amu      | 4:0 (1:0) |

Souverän als Gruppenerster konnte sich Tofan Harirod in der Gruppe B durchsetzen. Mit 12 Toren erzielte das Team rund um ihren Stürmer Hamidullah Karimi, der sieben Tore beisteuerte, als einzige Mannschaft über sieben Tore. In allen drei Spielen gegen Simorgh Alborz, Oqaban Hindukush und Mawjhai Amu konnte man vier Tore schießen und kassierte nur eines gegen Alborz.
Als Gruppenzweiter zog Simorgh Alborz in das Halbfinale ein. Während man das erste Spiel gegen Tofan Harirod mit 1:4 verlor, gewannen sie die nächsten beiden Spiele mit 4:2 gegen Mawjhai Amu, was auch die torreichste Begegnung in der APL 2012 war, und 2:1 gegen Oqaban Hindukush.
Während Oqaban Hindukush am ersten Spieltag noch ein 2:2-Unentschieden holen konnte, verlor man das zweite Spiel gegen Tofan Harirod sang- und klanglos mit 0:4. Somit musste man gegen Simorgh Alborz gewinnen, um in die Finalrunde einzuziehen. Doch auch dieses Spiel ging mit 2:1 verloren. In der letzten Minute der Nachspielzeit leistete sich Zmaray Salangi einen Aussetzer, als er mit einem Frustfoul seinen Gegner umtrat, woraufhin er die rote Karte sah.
Mawjhai Amu schied als Letzter der Gruppe B aus dem Turnier aus. Nach einem glücklichen 2:2-Unentschieden zu Beginn der Spielzeit kassierte man eine 2:4-Niederlage gegen Simorgh Alborz, wo auch die anfängliche Führung nichts brachte. Im letzten Spiel verlor man hochverdient mit 0:4 gegen Tofan Harirod und musste die Heimreise in den Nordosten antreten.

## Finalrunde

### Halbfinale
|                                             |   |                |            |
| Do., 11. Oktober 2012 um 14:30 Uhr in Kabul |   |                |            |
| De Maiwand Atalan                           | – | Simorgh Alborz | 1:2 (0:1)  |
| Fr., 12. Oktober 2012 um 14:30 Uhr in Kabul |   |                |            |
| De Spinghar Bazan                           | – | Tofan Harirod  | 0:10 (0:2) |

### Spiel um Platz 3
|                                             |   |                   |           |
| Do., 18. Oktober 2012 um 14:30 Uhr in Kabul |   |                   |           |
| De Maiwand Atalan                           | – | De Spinghar Bazan | 3:2 (1:2) |

### Finale
|                                             |   |                |           |
| Fr., 19. Oktober 2012 um 14:30 Uhr in Kabul |   |                |           |
| Tofan Harirod                               | – | Simorgh Alborz | 2:1 (2:0) |

## Torschützenliste

### Tore
| Pl. | Spieler                  | Verein            | Tore |
| --- | ------------------------ | ----------------- | ---- |
| 01  | Hamidullah Karimi        | Tofan Harirod     | 9    |
| 02  | Gholam Reza Yaqoubi      | Tofan Harirod     | 7    |
| 03  | Munirulhaq Nadim         | Simorgh Alborz    | 5    |
| 04  | Abdul Wahid Noorzai      | De Maiwand Atalan | 4    |
| 05  | Wahidullah Nadim         | Tofan Harirod     | 3    |
| 05  | Mustafa Zhobel           | De Maiwand Atalan | 3    |
| 07  | Omid Nasib               | Simorgh Alborz    | 2    |
| 07  | Muhamad Naasir Afzali    | Mawjhai Amu       | 2    |
| 07  | Abhar Ali Noor           | De Spinghar Bazan | 2    |
| 07  | Ramin Sadat              | Shaheen Asmayee   | 2    |
| 07  | Faiz Mohamad Faizi       | De Maiwand Atalan | 2    |
| 07  | Marouf Mohammadi         | Tofan Harirod     | 2    |
| 13  | Shah Mohammad            | Simorgh Alborz    | 1    |
| 13  | Mustafa Rezaee           | Simorgh Alborz    | 1    |
| 13  | Mohamad Hossein Mohamadi | Simorgh Alborz    | 1    |
| 13  | Ahmad Hamid Jazemi       | Tofan Harirod     | 1    |
| 13  | Majid Karimi             | Tofan Harirod     | 1    |
| 13  | Rafi Barekzai            | Tofan Harirod     | 1    |
| 13  | Fahim Afkar              | De Spinghar Bazan | 1    |
| 13  | Zearmal Nayeemi          | De Spinghar Bazan | 1    |
| 13  | Atiqullah Usmani         | Mawjhai Amu       | 1    |
| 13  | Naqibullah Tajik         | Mawjhai Amu       | 1    |
| 13  | Ali Shokori              | Oqaban Hindukush  | 1    |
| 13  | Najeebullah Sarwari      | Oqaban Hindukush  | 1    |
| 13  | Muhamad Ghafor Asir      | Oqaban Hindukush  | 1    |
| 13  | Mujtaba Faiz             | Shaheen Asmayee   | 1    |
| 13  | Ali Maysam Akrami        | Shaheen Asmayee   | 1    |
| 13  | Ahmad Mohammadzai        | De Maiwand Atalan | 1    |
| 13  | Asadullah Rezai          | De Maiwand Atalan | 1    |

### Eigentore
| Pl. | Spieler      | Verein (gegen)                      | Eigentore |
| --- | ------------ | ----------------------------------- | --------- |
| 1   | Mujtaba Faiz | Shaheen Asmayee (De Spinghar Bazan) | 1         |

## Auszeichnungen

### Meister und Platzierte
Der Meister Tofan Harirod erhielt den Meisterpokal nach der Preisverleihung durch einen Vertreter der Afghan Premier League. Außerdem erhielten die Mannschaften der drei Erstplatzierten Tofan Harirod, Simorgh Alborz und De Maiwand Atalan je 20 Medaillen in Gold, Silber bzw. Bronze und 250.000, 500.000 bzw. 750.000 Afghani (umgerechnet ca. 3.600, 7.250 und 10.800 Euro).

### Spieler der Saison
Marouf Mohammadi wurde zum besten Spieler der Saison („Player of the Tournament“) gewählt und erhielt für diesen Preis 50.000 Afghani (ca. 724 Euro).

### Goldener Schuh
Hamidullah Karimi erhielt den goldenen Schuh („Golden Boot“) und 50.000 Afghani Prämie (ca. 724 Euro).
Zudem gab es diverse kleinere Preise u. a. für die Schiedsrichter.

## Endstand
→ Bei den Toren und Punkten ist die Finalrunde miteinbezogen.
| Pl. | Verein            | Sp. | S | U | N | Tore    | Diff. | Punkte |
| --- | ----------------- | --- | - | - | - | ------- | ----- | ------ |
| 1.  | Tofan Harirod     | 5   | 5 | 0 | 0 | 024:200 | +22   | 15     |
| 2.  | Simorgh Alborz    | 5   | 3 | 0 | 2 | 010:100 | ±0    | 09     |
| 3.  | De Maiwand Atalan | 5   | 3 | 1 | 1 | 011:600 | +5    | 10     |
| 4.  | De Spinghar Bazan | 5   | 2 | 1 | 2 | 005:140 | −9    | 07     |
| 5.  | Shaheen Asmayee   | 3   | 1 | 0 | 2 | 004:400 | ±0    | 03     |
| 6.  | Oqaban Hindukush  | 3   | 0 | 1 | 2 | 003:800 | −5    | 01     |
| 7.  | Mawjhai Amu       | 3   | 0 | 1 | 2 | 004:100 | −6    | 01     |
| 8.  | De Abasin Sape    | 3   | 0 | 0 | 3 | 000:700 | −7    | 0      |

## Wissenswertes
- Faiz Mohamad Faizi erzielte beim Spiel von De Maiwand Atalan gegen Shaheen Asmayee (3:1) das erste Tor der Geschichte der Afghan Premier League, als er in der 18. Minute den Ball nach dem Schuss von Ahmad Mohammadzai abstaubte.[3]
- Mujtaba Faiz erzielte beim Spiel von Shaheen Asmayee gegen De Spinghar Bazan (0:1) das erste Eigentor der Geschichte der APL, als sein Rettungsversuch in der 54. Minute vorm Strafraum im eigenen Tor landete.[4]
- Waheedullah Nadim erzielte beim Spiel von Simorgh Alborz gegen Tofan Harirod (1:4) das erste Elfmetertor der Premier-League-Geschichte, als er in der 34. Minute den Ball in die rechte untere Ecke (vom Torwart gesehen) einnetzte.[5]
- Zmaray Salangi kassierte beim Spiel von Oqaban Hindukush gegen Simorgh Alborz (1:2) die erste rote Karte der Geschichte der APL, als er in der 90.+4 Minute beim Stand von 1:2 seinen Gegner Omid Nasib umtrat.[6]
- Marouf Mohammadi erzielte im Endspiel von Tofan Harirod gegen Simorgh Alborz (2:1) das schnellste Tor der Afghan-Premier-League-Geschichte, als er bereits nach 20 Sekunden den Ball ins Tor beförderte.[7]